# Arena Lviv
A Arena Lviv (Арена Львів em ucraniano) é um estádio de futebol  sediado em Lviv, Ucrânia. 
Sua construção foi iniciada em novembro de 2008 e concluída em 2011. Foi inaugurado em 29 de outubro de 2011 com uma apresentação artística sobre a história da cidade.
Já a primeira partida de futebol ocorreu em 15 de novembro de 2011 entre as seleções da Ucrânia e Áustria. Os ucranianos venceram por 2–1 e Artem Milevskiy marcou o primeiro gol no novo estádio.
O FC Karpaty Lviv manda seus jogos neste estádio desde 2011. Sua capacidade é de 34.915 espectadores sentados.
Atualmente, o FC Shakhtar Donetsk também manda seus jogos neste estádio, pois seu estadio foi bombardeado no confronto no leste do país.

## Eurocopa 2012
Recebeu três partidas do grupo "B" da Eurocopa 2012.
| Data        | 1ª equipe | Placar | 2ª equipe | Fase    | Público |
| ----------- | --------- | ------ | --------- | ------- | ------- |
| 9 de junho  | Alemanha  | 1–0    | Portugal  | Grupo B | 32,990  |
| 13 de junho | Dinamarca | 2–3    | Portugal  | Grupo B | 31,840  |
| 17 de junho | Dinamarca | 1–2    | Alemanha  | Grupo B | 32,990  |